# Braciaca (cràter)
Braciaca és un cràter sobre la superfície del planeta nan Ceres, situat amb el sistema de coordenades planetocèntriques a -22.28 ° de latitud nord i 84.9 ° de longitud est. Fa un diàmetre de 8 km. El nom va ser fet oficial per la UAI el 16 de setembre del 2016 i fa referència a Braciaca, déu del malt de la mitologia celta.